# Race of Champions 1965
Das am 13. März 1965 auf dem britischen Brands Hatch Circuit abgehaltene Daily Mail Race of Champions war ein Automobilrennen, das nach dem Reglement der Formel 1 abgehalten wurde, das aber als sogenanntes Non Championship Race nicht zur Formel-1-Weltmeisterschaft zählte. Es war das erste von insgesamt 14 Rennen, die bis 1983 unter dieser Bezeichnung abgehalten wurden. Erster Gesamtsieger des Race of Champions war der britische Rennfahrer Mike Spence, der für das Team Lotus antrat.

## Bericht

Brands Hatch Circuit (1960–1975)

In seinem ersten Jahr wurde das Race of Champions von der Zeitschrift Daily Mail unterstützt, die Namensgeber wurde.

### Meldungen und Qualifying
Zu dem Rennen im März 1965 meldeten sich alle an der Formel-1-Weltmeisterschaft beteiligten Werksteams. Hinzu kamen die etablierten Kundenteams Rob Walker Racing, Reg Parnell Racing und die Scuderia Centro Sud. Sie stellten zusammen mehr als die Hälfte des Starterfeldes. Hinzu kam eine Reihe von kleineren Kundenteams und Privatfahrern, die zum Teil veraltete Chassis und leistungsschwache Motoren einsetzten.
Zugelassen waren 22 Fahrer. Hinzu kamen Rodney Bloor, Paul Hawkins und John Rhodes, die als Reservefahrer gemeldet waren.
Im Qualifikationstraining dominierte Jim Clark, der Formel-1-Weltmeister des Jahres 1963, der für das Lotus-Werksteam fuhr. Er erreichte die Pole-Position mit einer halben Sekunde Vorsprung vor Graham Hill im Werks-BRM, dem Vizeweltmeister der Formel-1-Saison 1964.

### Rennen
Das Race of Champions wurde in zwei getrennten Läufen zu jeweils 40 Runden durchgeführt. Für die Gesamtwertung wurden die Zeiten der beiden Läufe addiert.
Die Privatfahrer Ludovico Scarfiotti und Jo Schlesser wurden im ersten Lauf wegen Inanspruchnahme fremder Hilfe disqualifiziert; sie durften am zweiten Lauf nicht teilnehmen. Wegen technischer Probleme an seinem Auto verzichtete zudem Masten Gregory auf eine Teilnahme am zweiten Lauf. An ihrer Stelle fuhren die Ersatzfahrer Rodney Bloor, Paul Hawkins und John Rhodes, die am ersten Lauf nicht teilgenommen hatten.
Jim Clark gewann den ersten Lauf mit 20 Sekunden Vorsprung vor dem Amerikaner Dan Gurney, der im Werks-Brabham antrat. Dritter wurde Clarks Teamgefährte Mike Spence.

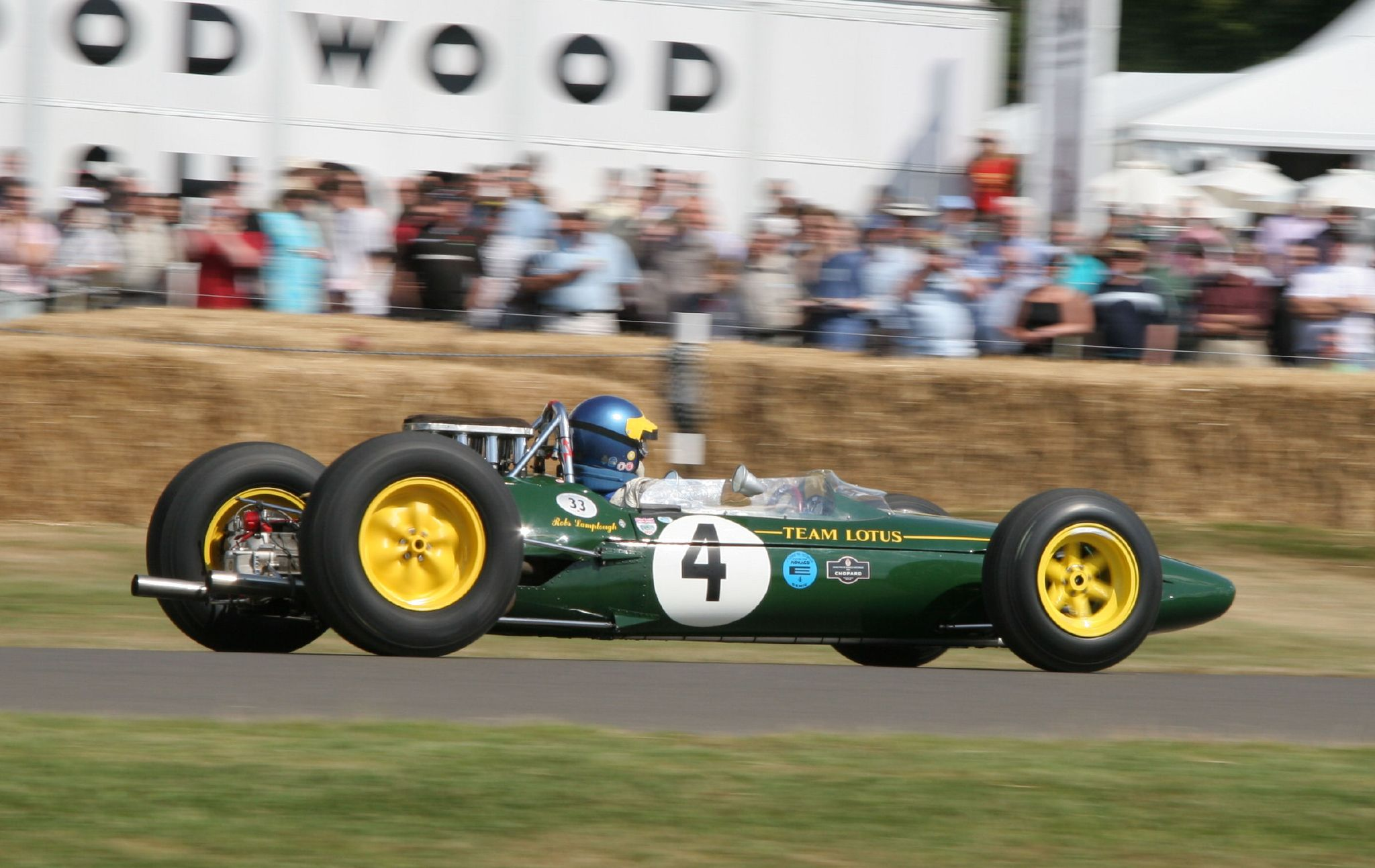
Siegerfahrzeug: Lotus 33

Im zweiten Lauf schied Jim Clark, dessen erneuter Sieg erwartet wurde, nach einer Kollision mit Gurney aus. Gurney konnte zunächst weiterfahren, erlitt dann aber einen Motordefekt und musste vor Rennende aufgeben. Den zweiten Lauf gewann der Lotus-Werksfahrer Mike Spence, der nach einer Addition seiner Zeiten aus beiden Läufen als Gesamtsieger gewertet wurde. Das Race of Champions war das einzige Formel-1-Rennen, das Spence 1965 gewinnen konnte. Bei den Weltmeisterschaftsläufen des Jahres 1965 war der sechste Platz beim Großen Preis von Mexiko sein bestes Ergebnis.

## Meldeliste
| Team                        | Nr. | Fahrer              | Chassis      | Motor          |
| --------------------------- | --- | ------------------- | ------------ | -------------- |
| Ferrari                     | 1   | John Surtees        | Ferrari 158  | Ferrari V8     |
| Ferrari                     | 2   | Lorenzo Bandini     | Ferrari 158  | Ferrari V8     |
| Owen Racing Organisation    | 3   | Graham Hill         | BRM P261     | BRM V8         |
| Owen Racing Organisation    | 4   | Jackie Stewart      | BRM P261     | BRM V8         |
| Team Lotus                  | 5   | Jim Clark           | Lotus 33     | Climax FWMV V8 |
| Team Lotus                  | 6   | Mike Spence         | Lotus 33     | Climax FWMV V8 |
| Brabham Racing Organisation | 7   | Dan Gurney          | Brabham BT11 | Climax FWMV V8 |
| Brabham Racing Organisation | 8   | Jack Brabham        | Brabham BT11 | Climax FWMV V8 |
| Cooper Car Company          | 9   | Bruce McLaren       | Cooper T77   | Climax FWMV V8 |
| Cooper Car Company          | 10  | Jochen Rindt        | Cooper T77   | Climax FWMV V8 |
| Rob Walker Racing           | 11  | Jo Siffert          | Brabham BT11 | Climax FWMV V8 |
| Rob Walker Racing           | 12  | Joakim Bonnier      | Brabham BT7  | Climax FWMV V8 |
| Scuderia Centro Sud         | 14  | Masten Gregory      | BRM P57      | BRM V8         |
| Scuderia Centro Sud         | 15  | Ludovico Scarfiotti | BRM P57      | BRM V8         |
| Reg Parnell Racing          | 16  | Richard Attwood     | Lotus 25     | BRM V8         |
| Reg Parnell Racing          | 17  | Mike Hailwood       | Lotus 25     | BRM V8         |
| John Willment Automobiles   | 18  | Frank Gardner       | Brabham BT11 | BRM V8         |
| John Willment Automobiles   | 19  | Jo Schlesser        | Lola T55     | Cosworth SCA   |
| DW Racing Enterprises       | 20  | Bob Anderson        | Brabham BT11 | Climax FWMV V8 |
| DW Racing Enterprises       | 25  | Paul Hawkins        | Lotus 33     | Climax FWMV V8 |
| Ian Raby Racing             | 21  | Ian Raby            | Brabham BT3  | BRM V8         |
| Gerard Racing               | 22  | John Taylor         | Cooper T60   | Climax FWMV V8 |
| Gerard Racing               | 26  | John Rhodes         | Cooper T71   | Ford 105E R4   |
| Sports Motors Manchester    | 23  | Rodney Bloor        | Brabham BT14 | Ford E105 R4   |
| Roy Winkelmann Racing       | 24  | Alan Rees           | Lola T55     | Cosworth SCA   |

## Klassifikationen

### Startaufstellung
| Pos. | Fahrer              | Konstrukteur   | Zeit   |
| ---- | ------------------- | -------------- | ------ |
| 01   | Jim Clark           | Lotus-Climax   | 1:34,9 |
| 02   | Graham Hill         | BRM            | 1:35,6 |
| 03   | Mike Spence         | Lotus-Climax   | 1:36,1 |
| 04   | Joakim Bonnier      | Brabham-Climax | 1:36,5 |
| 05   | Jack Brabham        | Brabham-Climax | 1:36,5 |
| 06   | Jackie Stewart      | Lotus-Climax   | 1:36,7 |
| 07   | John Surtees        | Ferrari        | 1:37,3 |
| 08   | Bob Anderson        | Brabham-Climax | 1:37,4 |
| 09   | Jochen Rindt        | Cooper-Climax  | 1:37,7 |
| 010  | Bruce McLaren       | Cooper-Climax  | 1:38,0 |
| 011  | Richard Attwood     | Lotus-BRM      | 1:38,1 |
| 012  | Jo Siffert          | Brabham-BRM    | 1:38,1 |
| 013  | Dan Gurney          | Brabham-Climax | 1:38,1 |
| 014  | Mike Hailwood       | Lotus-BRM      | 1:38,8 |
| 015  | Frank Gardner       | Brabham-BRM    | 1:39,0 |
| 016  | Ian Raby            | Brabham-BRM    | 1:40,4 |
| 017  | John Taylor         | Cooper-Climax  | 1:40,6 |
| 018  | Ludovico Scarfiotti | BRM            | 1:41,3 |
| 019  | Masten Gregory      | BRM            | 1:41,4 |
| 020  | Jo Schlesser        | Lola-Cosworth  | 1:44,0 |
| 0DNA | Alan Rees           | Lola-Ford      | --     |

### Kumuliertes Rennergebnis
| Pos. | Fahrer              | Konstrukteur   | Runden | Zeit      | Position 1. Lauf | Position 2. Lauf | Ausfallgrund                     |
| ---- | ------------------- | -------------- | ------ | --------- | ---------------- | ---------------- | -------------------------------- |
| 01   | Mike Spence         | Lotus-Climax   | 80     | 2:11,42,0 | 3                | 1                |                                  |
| 02   | Jackie Stewart      | BRM            | 80     | 2:12,41,6 | 7                | 4                |                                  |
| 03   | Joakim Bonnier      | Brabham-Climax | 79     |           | 8                | 2                |                                  |
| 04   | Frank Gardner       | Brabham-B.R.M. | 79     |           | 9                | 3                |                                  |
| 05   | Bruce McLaren       | Cooper-Climax  | 79     |           | 12               | 5                |                                  |
| 06   | Jo Siffert          | Brabham-B.R.M. | 79     |           | 11               | 6                |                                  |
| 07   | Jochen Rindt        | Cooper-Climax  | 78     |           | 13               | 7                |                                  |
| 08   | John Taylor         | Cooper-Climax  | 77     |           | 14               | 8                |                                  |
| 09   | Ian Raby            | Brabham-B.R.M. | 75     |           | 15               | 9                |                                  |
| 010  | Paul Hawkins        | Lotus-Climax   | 37     |           | DNS              | 10               |                                  |
| 011  | John Rhodes         | Cooper-Ford    | 31     |           | DNS              | 11               |                                  |
| 0-   | Jack Brabham        | Brabham-Climax |        |           | 4                | DNF              | Ölleck                           |
| 0-   | Richard Attwood     | Lotus-BRM      |        |           | 10               | DNF              | Wasserleck                       |
| 0-   | Rodney Bloor        | Brabham-Ford   |        |           | DNS              | DNF              | Lenkungsdefekt                   |
| 0-   | Graham Hill         | BRM            |        |           | 5                | DNF              | Motor überhitzt                  |
| 0-   | Dan Gurney          | Brabham-Climax |        |           | 2                | DNF              | Zündung                          |
| 0-   | Jim Clark           | Lotus-Climax   |        |           | 1                | DNF              | Kollision mit Gurney             |
| 0-   | Mike Hailwood       | Lotus-BRM      |        |           | DNF              | DNF              | Unfälle in beiden Läufen         |
| 0-   | John Surtees        | Ferrari        |        |           | 6                | DNF              | Defekte Benzineinspritzung       |
| 0-   | Bob Anderson        | Brabham-Climax |        |           | DNF              | DNF              | Unfall (Lauf 1), Gaszug (Lauf 2) |
| 0-   | Ludovico Scarfiotti | BRM            |        |           | DQ               | DNS              |                                  |
| 0-   | Jo Schlesser        | Lola-Ford      |        |           | DQ               | DNS              |                                  |
| 0-   | Masten Gregory      | BRM            |        |           | DNF              | DNS              | Kraftübertragung                 |